# آدولف کرمیو
آدولف کرمیو (به فرانسوی: Adolphe Crémieux) (زاده ۳۰ آوریل ۱۷۹۶ - درگذشته ۱۰ فوریه ۱۸۸۰) یک حقوقدان یهودی فرانسوی بود و یکی از طرفداران سرسخت آزادیهای برابر برای یهودیان فرانسه بود.

## اوائل زندگی
آدولف کرمیو با نام ایزاک مویسه در نیمس از پدر و مادری یهودی و بسیار ثروتمند متولد شد. او در سال ۱۸۲۴ با دختری از خانواده سیلنی ازدواج کرد.

## زندگی سیاسی
بعد از انقلاب ۱۸۳۰ او به پاریس آمد و با سیاستمداران مهم روابط زیادی برقرار کرد. او حتی با شاه لویی فیلیپ نیز روابط زیادی داشت. او معمولاً طرفدار دیدگاه‌های لیبرال بود. از سال ۱۸۳۴ تا زمان مرگش کرمیو رئیس سازمان یهودیان فرانسه بود. در سال ۱۸۴۸ او به عنوان وزیر دادگستری فرانسه انتخاب شد و به عنوان اولین کار مجازات اعدام را حذف کرد. در همین سال او موفق شد برده داری را در کولونیهای فرانسه حذف کند و به خاطر اینکار با آبراهام لینکلن مقایسه شد. بعد از اختلافات درون دولت او از مقام خود استعفا داد. او در سال ۱۸۵۱ دستگیر و زندانی شد و تا سال ۱۸۶۹ در خفی ماند. در سال ۱۸۷۰ او مجدداً به عنوان وزیر دادگستری انتخاب شد. او هشت ماه بعد از این سمت استعفا داد. کرمیو در بهبود وضعیت یهودیان نقش زیادی داشت. او بسیاری قوانین ضدیهودی را در فرانسه لغو کرد. در سال ۱۸۶۰ او سازمان اتحاد جهانی آلیانس را تشکیل داد. در سال ۱۸۶۶ کرمیو به سنت پطرزبورگ رفت تا از یهودیان ساراتوف دفاع کند.

## دیدار با ناصرالدین شاه
کرمیو در سال ۱۸۷۳ در پاریس با ناصرالدین شاه قاجار دیدار کرد و موفق شد او را متقاعد کند که قوانین ضدیهودی را لغو کرده و اجازه تأسیس مدارس آلیانس را بدهد.

## دستور کرمیو
وقتی او در دولت منصب داشت، موفق شد حق شهروندی کامل را برای یهودیان در الجزایر تهیه کند. به وسیله این دستور که دستور کرمیو نام داشت یهودیان الجزایر تابعیت فرانسوی پیدا کردند ولیکن مسلمانان و بربرها به عنوان شهروندان درجه دوم باقی ماندند. این دستور خشم مسلمانان الجزایر را برانگیخت و زمینه‌ساز اختلافات شدید بین یهودیان و مسلمانان شد که سرانجام به جنگ استقلال الجزایر منجر شد و بیشتر یهودیان الجزایر به فرانسه مهاجرت کردند.

## مرگ
کرمیو در سال ۱۸۸۰ در پاریس از دنیا رفت و در گورستان مون‌پارناس، به خاک سپرده شد.

## یادبود
خیابانی به نام او در اورشلیم نامگذاری شده‌است. همچنین خیابانهای دیگری به نام او در تل آویو و حیفا وجود دارند.